# Eskil Edh
Eskil Edh (Lillestrøm, 4 agosto 2002) è un calciatore norvegese, difensore dell'AIK.

## Caratteristiche tecniche
È un terzino destro.

## Carriera

### Club
Cresciuto nel settore giovanile del Lillestrøm, il 21 settembre 2020 ha debuttato in prima squadra nell'incontro di 1. divisjon vinto 2-0 contro il Kongsvinger; il 30 novembre seguente ha firmato il suo primo contratto professionistico venendo promosso stabilmente in prima squadra a partire dalla stagione successiva, disputata nella prima divisione norvegese a seguito della promozione conquistata nel 2020. Ha segnato il suo primo gol il 5 dicembre 2021 nella trasferta pareggiata 3-3 contro il Molde.
Il 15 marzo 2024 è stato acquistato a titolo definitivo dall'AIK, club della prima divisione svedese, con cui ha firmato un contratto quadriennale.

### Nazionale
Ha giocato con le nazionali giovanili norvegesi Under-19 ed Under-21.

## Statistiche

### Presenze e reti nei club
Statistiche aggiornate al 6 aprile 2025.
| Stagione          | Squadra           | Campionato        | Campionato | Campionato | Coppe nazionali | Coppe nazionali | Coppe nazionali | Coppe continentali | Coppe continentali | Coppe continentali | Altre coppe | Altre coppe | Altre coppe | Totale | Totale | Totale |
| Stagione          | Squadra           | Comp              | Pres       | Reti       | Comp            | Pres            | Reti            | Comp               | Pres               | Reti               | Comp        | Pres        | Reti        | Pres   | Reti   |        |
| ----------------- | ----------------- | ----------------- | ---------- | ---------- | --------------- | --------------- | --------------- | ------------------ | ------------------ | ------------------ | ----------- | ----------- | ----------- | ------ | ------ | ------ |
| 2020              | Lillestrøm        | 1D                | 2          | 0          | -               | -               | -               | -                  | -                  | -                  | -           | -           | -           | 2      | 0      |        |
| 2021              | Lillestrøm        | ES                | 24         | 1          | CN              | 2               | 0               | -                  | -                  | -                  | -           | -           | -           | 26     | 1      |        |
| 2022              | Lillestrøm        | ES                | 19         | 1          | CN              | 2               | 0               | UECL               | 4                  | 0                  | -           | -           | -           | 25     | 1      |        |
| 2023              | Lillestrøm        | ES                | 25         | 1          | CN              | 0               | 0               | -                  | -                  | -                  | -           | -           | -           | 25     | 1      |        |
| Totale Lillestrøm | Totale Lillestrøm | Totale Lillestrøm | 70         | 5          |                 | 4               | 0               |                    | 4                  | 0                  |             | -           | -           | 78     | 5      |        |
| 2024              | AIK               | A                 | 22         | 2          | CS              | 1               | 1               | -                  | -                  | -                  | -           | -           | -           | 23     | 1      |        |
| 2025              | AIK               | A                 | 0          | 0          | CS+CS           | 0               | 0               | -                  | -                  | -                  | -           | -           | -           | 0      | 0      |        |
| Totale carriera   | Totale carriera   | Totale carriera   | 92         | 5          |                 | 5               | 1               |                    | 4                  | 0                  |             | -           | -           | 101    | 6      |        |